# Ugyops flyensis
Ugyops flyensis är en insektsart som beskrevs av Schmidt 1930. Ugyops flyensis ingår i släktet Ugyops och familjen sporrstritar. Inga underarter finns listade i Catalogue of Life.